# Coesula varuna
Coesula varuna là một loài tò vò trong họ Ichneumonidae.